# Parker McKenna Posey
Parker McKenna Posey (Los Angeles, Califórnia, 18 de agosto de 1995) é uma atriz norte-americana, conhecida por seu papel como Kady Kyle, na série My Wife and Kids.

## Biografia
Filha da atriz Heather Stone e de Polo Posey, Parker nasceu em Los Angeles, no Cedar Sinai Hospital. Ela mantém o seu nome do meio artisticamente, de modo a não ser confundida com a atriz Parker Posey. Parker tem cinco irmãos, Khari, Jake, Dilynne, Jewel e Carl. Ela mora em Los Angeles com sua família. Adora animais, tem um rato, um coelho, dois gatos e um peixe. Gosta de cantar, fazer compras, dançar e aprender coisas novas, além de andar de skate, de lambreta e de nadar com seus amigos e cinco irmãos.

## Carreira
Quando Parker tinha apenas dois anos de idade, ela anunciou aos seus pais: "Quero trabalhar na TV!". Observando sua mãe, que era uma atriz, decorar suas falas e curtindo um de seus prazeres, filmes de terror, ela desenvolveu um talento para expressão e presença em cena.
Seu agente, Ozz Saturné, sugeriu a Posey, então com cinco anos de idade, que fala fluentemente inglês e espanhol, que fizesse o teste para My Wife and Kids. Foi o primeiro teste de Parker, e ela conseguiu o papel de Kady Kyle. Posey também apareceu em Nova York Contra o Crime e pode ser vista como a jovem Macy Gray no vídeo da cantora "Sweet, Sweet Baby".
Parker, também fez o filme Alice Upside Down ao lado de Alysson Stonner e Lucas Grabeel, como Elisabeth.

## Filmografia
| Ano  | Título            | Papel           | Notas                                     |
| 2009 | No Warning        | Kimberly        |                                           |
| 2007 | Alice Upside Down | Elizabeth Price | Co-Protagonista secundária, Filme para TV |
| 2005 | Meet the Santas   | Poppy Frost     | Para TV                                   |

| Ano       | Título           | Papel     | Notas                 |
| 2009      | iCarly           | Kathy     | Participação Especial |
| 2001-2005 | My Wife and Kids | Kady Kyle | Protagonista          |
| 2004      | Strong Medicine  | Lily      | Participação Especial |
| 2001      | NYPD Blue        | Latanya   | Participação Especial |

## Prêmios e Indicações
| Ano  | Premiação           | Categoria                                              | Trabalho         | Resultado |
| ---- | ------------------- | ------------------------------------------------------ | ---------------- | --------- |
| 2002 | Young Artist Awards | Melhor Performance Infantil                            | My Wife and Kids | Indicado  |
| 2003 | Young Artist Awards | Melhor Performance Juvenil Melhor Performance Infantil | My Wife and Kids | Indicado  |